# Miguel Barrera
Miguel Angel Barrera Estrada (ur. 15 listopada 1978 r.) – kolumbijski bokser, były mistrz świata IBF w kategorii słomkowej.

## Kariera zawodowa
Jako zawodowiec zadebiutował 15 listopada 1998 r. Do końca 2001 r. stoczył 22 pojedynki, z których 20 wygrał i 2 zremisował. 28 września 2001 r. otrzymał szansę walki o mistrzostwo świata IBF w wadze słomkowej. Barrera zmierzył się z Meksykaninem Roberto Leyvą. Walka została przerwana w 3. rundzie i został ogłoszony techniczny remis. 9 września 2002 r. doszło do rewanżu. Jednogłośnie na punkty (115-113, 115-113, 116-112) zwyciężył Kolumbijczyk, odbierając mistrzostwo Meksykaninowi. 22 marca 2003 r. w pierwszej obronie pasa, rywalem Barrery był Roberto Leyva. Tym razem Kolumbijczyk szybko zakończył pojedynek, nokautując rywala w 3. rundzie. 31 maja 2003 r., Barrera przystąpił do drugiej obrony pasa. Jego rywalem był Meksykanin Edgar Cardenas. Barrera utracił tytuł, przegrywając przez nokaut w 10. rundzie. Kolumbijczyk był zniesiony na noszach po walce, a następnego dnia poddał się operacji usunięcia zakrzepu z mózgu. Po operacji, Barrera nigdy już nie wrócił na ring. 